# Nazarenci
Nazarenci su bili romantičarski pokret njemačko - austrijskih slikara koji je početkom 19. stoljeća htio obnoviti umjetnost na temeljima vjerskog zanosa i iskrenosti ranokršćanstva.

## Povijest i karakteristike
Povijest Nazarenskog pokreta počela je 1809. kad su šest tadašnjih studenata slikarstva (Johann Friedrich Overbeck, Franz Pforr, Ludwig Vogel, Johann Konrad Hottinger, Josef Wintergerst i Joseph Sutter) na Bečkoj Akademiji osnovali udruženje - Lukasbund (Lukasbrüderschaft) po uzoru na nekadašnje srednjovjekovne bratvštine (sv. Luka bio je zaštitnik slikara). Kako ih profesori na Akademiji zbog njihove duge kose nisu rado gledali i čak im branili pristup, Overbeck, Pforr, Vogel i Hottinger preselili su se 1810. u Rim i živjeli u napuštenom samostanu San Isidoro na brdu Pincio.Vremenom im se pridružilo još nekoliko istomišljenika.
Nakon Overbecka, i ostali članovi grupe (koji to nisu bili) obratili su se na katoličanstvo, tad su i stekli podrugljivi nadimak nazarenci zbog načina života, isposničkog izgleda i duge kose.Nazarenci su izvršili snažan utjecaj na religijsko slikarstvo sve do početka ekspresionizma. Svoju inspiraciju crpli su iz njemačkog slikarstva 16. stoljeća i početaka talijanske visoke renesanse. U Rimu su freske u Casa Bartholdy (1816. – 1817.) i freske u Casino Massimo (1819. – 1830.) bile njihov najznačajniji rad.Po Beču su Nazarence zastupali osobito Joseph von Führich, Eduard von Steinle, Ferdinand Olivier i Friedrich Olivier i Leopold Kupelwieser. Njihovo najznačajnije djelo koje su izveli u tom gradu su freske u crkvi Altlerchenfelder (1854. – 1861.) izvedene po skicama Joseph von Führich.

## Pogledajte i ove stranice
- Romantizam
- Prerafaeliti

## Vanjske poveznice
- Nazarener (na portalu Encyclopedia of Austria) (engl.)